# Alexander Pawlowitsch Rasnizyn
Alexander Pawlowitsch Rasnizyn (russisch Александр Павлович Расницын, englische Transkription Rasnitsyn, * 24. September 1936 in Moskau) ist ein russischer Paläontologe und Entomologe.

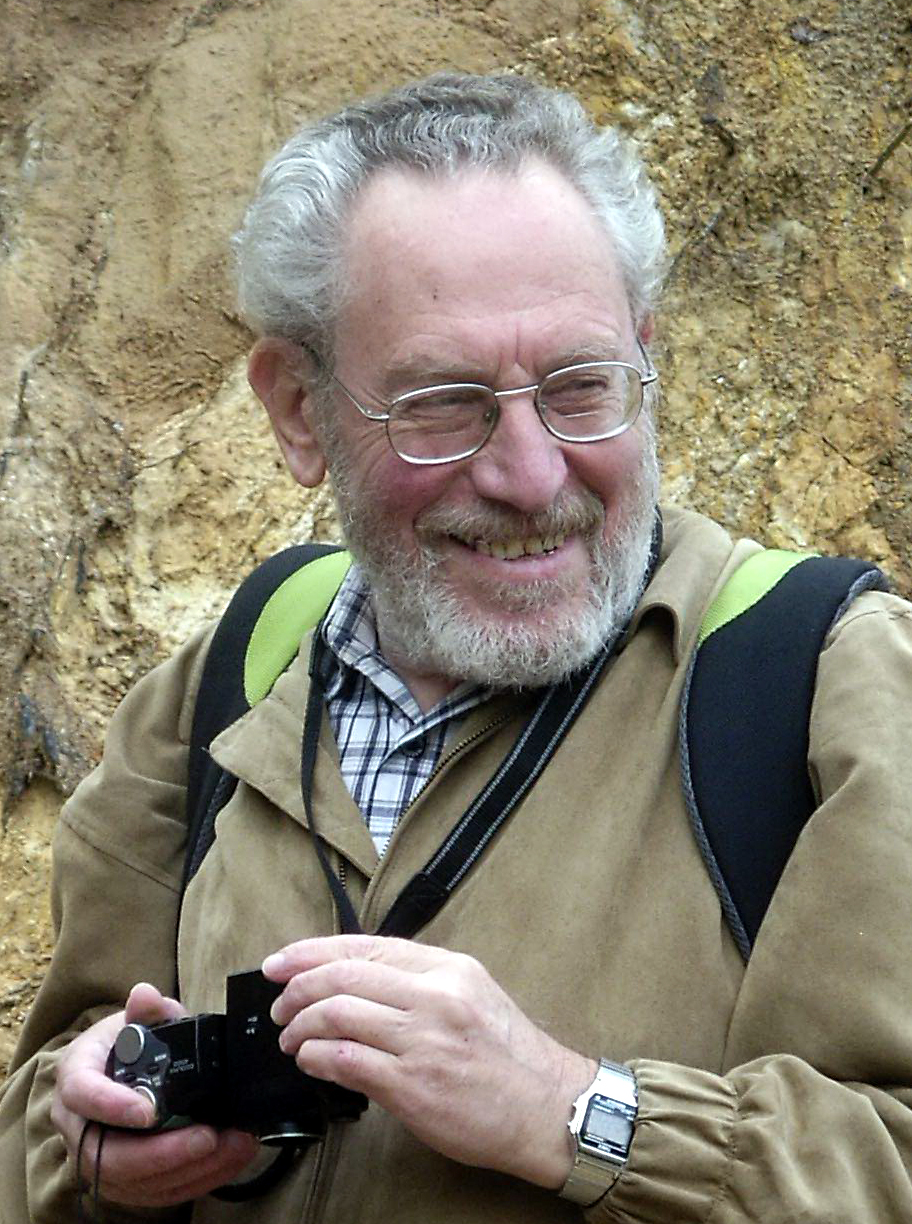
Rasnizyn an der Bernsteinfundstelle Alava 2007

## Leben und Werk
Rasnizyn studierte ab 1955 Biologie an der Lomonossow-Universität mit dem Abschluss 1960 (Hibernation in the ichneumon flies subfamily Ichneumoninae), wobei er sich auf Entomologie spezialisierte. Im gleichen Jahr ging er an das Arthropoden-Labor des Paläontologischen Instituts der Sowjetischen Akademie der Wissenschaften unter Leitung von Boris Borissowitsch Rodendorf. 1967 wurde er dort promoviert (Die mesozoischen Hymenopteren Symphyta und die frühe Evolution der Xyelidae) und 1978 habilitierte er sich (Der Ursprung und die Evolution der Hymenopteren). Im selben Jahr wurde er Leiter des Arthropoden-Labors, was er bis 1996 blieb. Danach war er dort leitender Wissenschaftler. 1991 erhielt er den Professorentitel. Nach dem Tod seines Nachfolgers Vladimir Zerikhin übernahm er 2002 erneut kommissarisch das Labor.
2001 wurde er Geehrter Wissenschaftler der Russischen Föderation. Er beschrieb zahlreiche neue Insekten-Taxa und rund 50 Taxa wurden ihm zu Ehren benannt. 2001 bis 2005 war er Präsident der International Palaeoentomological Society. Seit 2007 ist er im Rat der russischen Entomologischen Gesellschaft.
Rasnizyn gilt als einer der führenden Experten für fossile Insekten (Fachgebiet Paläoentomologie) weltweit. Sein besonderes wissenschaftliches Interesse gilt dabei der Evolution der Hautflügler (Hymenoptera). Das heute wissenschaftlich favorisierte System der Hymenoptera geht dabei wesentlich auf seine Arbeiten zurück. Rasnizyn ist Autor von mehr als 350 wissenschaftlichen Werken.
Als Entomologe der Rodendorf-Schule hält Rasnizyn bis heute vor allem im Bereich der Nomenklatur einige Traditionen lebendig, die im Widerspruch zur westlichen Tradition stehen. Dies zeigt sich zum Beispiel daran, dass er für die Hautflügler an dem Namen Vespida, anstelle von Hymenoptera, festhält. Außerdem gehört er zu denjenigen Wissenschaftlern, die bis heute Vorbehalte gegenüber der kladistischen Methodik aufrechterhalten, die heute die biologische Systematik überwiegend prägt.

## Schriften
- Ursprung und Entwicklung der niederen Hymenoptera. Abhandlungen Paläontologisches Institut Sowj. Akad. Wiss., 123, 1969, S. 1–196 (russisch), englische Übersetzung New Delhi 1979
- Ursprung und Entwicklung der niederen Hymenoptera. Abhandlungen Paläontologisches Institut Sowj. Akad. Wiss., 174, 1980, 1-192 (russisch)
- Hymenoptera Apocrita des Mesozoikums,  Abhandlungen Paläontologisches Institut Sowj. Akad. Wiss., 147, 1975, 1-134 (russisch)
- mit D. L. J. Quicke (Herausgeber): History of Insects. Kluwer Academic Publishers, Dordrecht, 2002 (Textauszüge online)
- Ausgewählte Werke der Evolutionsbiologie, KMK Scientific Press, Moskau 2005 (russisch)
- mit V. V. Zherikhin, A. G. Ponomarenko: Einführung in die Paläoentomologie, KMK Scientific Press, Moskau 2008 (russisch)
- Strashila incredibilis, a New Enigmatic Mecopteroid Insect With Possible Siphonapteran Affinities From the Upper Jurassic of Siberia. In: Psyche: A Journal of Entomology. Band 99, 1992, Artikel ID 020491, doi:10.1155/1992/20491.